# منطقه تفریحی جنگل شوانگلیو
منطقه تفریحی جنگل شوانگلیو (به لاتین: Shuangliu Forest Recreation Area) یک جنگل در تایوان است که در  Shihzih  واقع شده‌است.